# 미쓰하시정
미쓰하시정(三橋町)은 후쿠오카현 야마토군에 있던 정이다. 정에는 니시테쓰 덴진 오무타 선의 니시테쓰 야나가와 역이 입지하여 구 야나가와 시의 현관문이자 중심적인 정이었다. 또 정내에는 후쿠오카현 경찰 야나가와경찰서와 후쿠오카현 야나가와종합청사 등도 입지해 옛 야나가와시 행정의 일부를 담당하고 있었다.
2005년 3월 21일에 야나가와시, 야마토정과 합병해 새로운 야나가와시가 되었다.

## 역사
중세는 지쿠고 15성 필두의 다이신 가마이케 씨의 소령에 속했고 근세는 야나가와 번주 다치바나 씨의 번령에 속했다.
- 1907년 3월 20일 - 가와키타촌, 가와베촌, 미야노우치촌, 다루미촌이 신설합병해 미쓰하시촌이 되었다.
- 1952년 6월 1일- 미쓰하시촌이 정으로 승격해 미쓰하시정이 되었다.
- 2005년 3월 21일 - 야나가와시, 야마토정과 신설합병해 새롭게 야나가와시가 되어 소멸하였다.

## 교통

### 철도
- 서일본 철도 덴진오무타선

### 도로
- 국도 208호선
- 국도 385호선
- 국도 443호선